# Bedtime for Democracy
Bedtime for Democracy – szósty album zespołu Dead Kennedys, wydany w listopadzie 1986 roku przez firmę Alternative Tentacles.

## Lista utworów
1. Take This Job and Shove It
2. Hop with the Jet Set
3. Dear Abby
4. Rambozo the Clown
5. Fleshdunce
6. The Great Wall
7. Shrink
8. Triumph of the Swill
9. Macho Insecurity
10. I Spy
11. Cesspools in Eden
12. One-Way Ticket to Pluto
13. Do the Slag
14. A Commercial
15. Gone with My Wind
16. Anarchy for Sale
17. Chickenshit Conformist
18. Where Do Ya Draw the Line?
19. Potshot Heard 'Round the World
20. D.M.S.O.
21. Lie Detector

## Muzycy
- Jello Biafra – wokal, producent
- East Bay Ray – gitara
- Klaus Flouride – gitara basowa, wokale
- D.H. Peligro – perkusja, wokale
- Tim Jones – syntezator
- Cal – wokale
- Andrew – wokale
- Blaze – wokale
- P. O'Pillage – wokale
- John Cuniberti – miksowanie